# Treponem Pal
Treponem Pal est un groupe de metal industriel français, originaire de Paris, en Île-de-France. Il compte parmi les pionniers nationaux du metal industriel. Le nom fait référence à la bactérie Treponema pallidum ou « tréponème pâle », responsable de la syphilis chez l'Homme.
De nombreux musiciens sont passés dans les rangs de Treponem Pal. Parmi eux beaucoup ont formé ou sont issus d'autres groupes, dont Les Martyrs (Marco Neves), Hoax (Laurent B.), Fast Forward, Micropoint (Didier Serbourdin), Collapse (Amadou Sall), Lab° (Goran Juresic), Mass Hysteria (Ferguson), etc.

## Biographie

### Débuts (1986–1990)
Formé en juin 1986 à Paris, Treponem Pal adopte initialement un style mêlant la musique industrielle, le heavy metal et le punk hardcore. En 1989, Treponem Pal devient le premier groupe français à être signé sur Roadrunner Records, label hollandais qui a accueilli des groupes comme Fear Factory ou Sepultura, Treponem Pal est le premier représentant français du metal industriel. En 1989, ils publient leur premier album studio, éponyme, produit par Franz Treichler (The Young Gods). Rapidement, ils enchaînent les tournées.

### Première activités (1991–2001)
En 1991, ils sortent leur deuxième album studio, Aggravation, produit par Roli Mosimann (Swans, Wiseblood). Le groupe est d'abord plus reconnu à l'étranger qu'en France, notamment en Amérique du Nord où il a accompagné l'un des pionniers du metal industriel : Ministry, sur la tournée Lollapalooza en 1992. En outre, Michel Bassin participe à l'album Symbols de KMFDM en 1997. L'Europe n'est cependant pas oubliée puisque Treponem Pal y a participé, régulièrement ou ponctuellement, aux tournées de Prong (1993), Carcass, The Young Gods, Pitchshifter, Nine Inch Nails et Godflesh, entre autres. Toujours en 1993, le groupe publie son troisième album studio, Excess and Overdrive, chez Roadrunner, produit par Franz Treichler. Il suit en 1994, d'un EP intitulé Pushing You Too Far.
Parmi leurs prestations télévisuelles, un passage est resté célèbre, dans l'émission Nulle part ailleurs de Canal+ le 17 mars 1997: en direct, le groupe berne la production de l'émission en amenant sur scène, dans une séquence qui n'était pas à la répétition, un danseur travesti en femme, avec Power inscrit sur l'abdomen et Love sur les fesses, et qui termine en exhibant son sexe à une heure de grande écoute. Le CSA condamne l'incident, ce qui donnera lieu à une suite de sketchs dans les Guignols de l'info, «Y a eu 'stouquette? » deviendra un gimmick de la marionnette d'Alain de Greef, le directeur des programmes de Canal+. Cet épisode vaut au groupe l'intérêt de la presse et une popularité accrue. Après trois albums, le groupe évolue vers une musique moins brutale. On peut constater que l'album Higher (1997), produit par Sascha Konietzko de KMFDM, est le seul à être sorti sur la major Universal/Mercury. En 1998 sort Panorama Remixes chez Mercury Records, qui comprend notamment des remixes de Dreadzone, Pills, et Rootsman.
Le groupe se sépare provisoirement en 2001. Marco et Didier B. suivent un virage dub/reggae et jouent au sein d'Elephant System. Le batteur, Didier Serbourdin, part former le groupe de techno metal Fast Forward et le bassiste, Goran Juresic suit, pour sa part, l'aventure dub bruitiste de Lab°.

### Retour (2006–2010)
Après s'être reformé courant 2006, le groupe entre en studio en 2007, à Genève au Studio des Forces Motrices en Suisse, pour y enregistrer leur cinquième album avec David Weber. Cet album, sorti courant 2008, est édité par le label Listenable Records et se nomme Weird Machine. Venu participer aux sessions d'enregistrement, le bassiste Paul Raven décède d'une crise cardiaque en France, où il loge à proximité de la frontière suisse.

### Survival Sounds (2011)
En 2011, après deux ans de production et d’exploration, Treponem Pal, épaulé par le nouveau bassiste Syn-Anton, sort douze compositions sur un nouvel album intitulé Survival Sounds, paru en 2012 sur le label Juste une Trace.

### Evil Music For Evil People (2013)
Alors que le groupe était en tournée à travers le pays pour soutenir l’album "Survival Sounds" (jouant au Festival Hellfest en Juin 2013, entre autres), d’autres "survivants du son" ont travaillé sur leur propre vision de TREPONEM PAL et leur nouvel album. 16 titres de Survival Sounds remixés, entre autres, par Asian Dub Foundation, Dee Nasty, Lofofora, La Machine, Mimetic, Silent Frequencies, Punish Yourself, et Sonic Area. En fin d'année, Syn-Anton quitte la bande et reprend ses projets de spectacle vivants, notamment, au sein de Lhâ.

### Rockers Vibes (2017)
Sortie de l'album, qui contient 50% de reprises de titres qui furent des sources d'inspiration pour le groupe : Slade, Thin Lizzy, Dead Boys, B52's ou encore Don Fardon. Dans les titres inédits, on note entre autres la "suite" de "Silico" (premier album) avec Silico's Return.

### Screamers (2023)
Treponem Pal s'adjoint les services de Nicky Tchernenko à la basse et Bastien Amy à la batterie tandis que l'un des membres originaux du groupe, le guitariste Laurent B. fait son retour. Le groupe, désormais signé chez le label AT(h)OME, prépare une nouvelle tournée.

## Discographie

### EP
- 1994 : Pushing You Too Far
- 1998 : Panorama Remixes

### Compilations
- 1993 : Serial Killers vol.1
- 1997 : Covered
- 1997 : Bande originale du film Les Mille Merveilles de l'Univers

### Remix
- 2013 : Evil Music for Evil People (Remixes)

## Membres

### Membres actuels
- Marco Neves - chant
- Polak - guitare
- Laurent B. - guitare
- Bastien Amy - batterie
- Didier Breard - samples
- Nicky Tchernenko - basse

### Anciens membres
- Michel Bassin - guitare
- Laurent B from Hoax- guitare
- Alain Fornasari (a.k.a. Ferguson) - guitare, basse
- Stéphane Cressend - basse
- Amadou Sall from Collapse - basse
- David Lebrun - batterie
- Didier Serbourdin - batterie
- Goran Juresic - basse
- Paul Raven - basse (mort en 2007)
- Ted Parsons - batterie
- Syn-Anton - basse
- Mathys Dubois - batterie
- Stéphane Borsellino - basse
- Guillaume Labaume - batterie

## Filmographie
Le groupe fait une apparition dans l'opérette du Professeur Choron : Ivre Mort pour la Patrie.